# Primo Tapia (Baja California)
Primo Tapia (Ejido Primo Tapia) es una localidad situada en el municipio de Playas de Rosarito, en el estado de Baja California, México. Se ubica en la región noroeste del país, aproximadamente a 2,300 kilómetros de Ciudad de México y a una altitud de 62 metros sobre el nivel del mar. Según el censo de 2015, cuenta con una población de 5,039 habitantes.

## Geografía
La localidad se encuentra en una zona costera y presenta una topografía ligeramente accidentada. Al suroeste se extiende el océano Pacífico, siendo la región una combinación de áreas planas y colinas. A unos 7 km al norte se encuentra el Cerro El Coronel, que alcanza una altura de 707 metros sobre el nivel del mar, siendo el punto más elevado de la región.

## Clima
El clima en Primo Tapia es semiárido con inviernos frescos y veranos cálidos. La temperatura promedio anual es de aproximadamente 20 °C. Las temperaturas en verano pueden alcanzar los 27 °C en julio, mientras que en invierno, en diciembre, bajan hasta los 12 °C.
La precipitación promedio anual es de 301 mm, concentrándose principalmente en los meses de invierno. Diciembre es el mes más lluvioso, con 70 mm, y junio el más seco, con apenas 1 mm.
| Parámetros climáticos promedio de Primo Tapia | Parámetros climáticos promedio de Primo Tapia | Parámetros climáticos promedio de Primo Tapia | Parámetros climáticos promedio de Primo Tapia | Parámetros climáticos promedio de Primo Tapia | Parámetros climáticos promedio de Primo Tapia | Parámetros climáticos promedio de Primo Tapia | Parámetros climáticos promedio de Primo Tapia | Parámetros climáticos promedio de Primo Tapia | Parámetros climáticos promedio de Primo Tapia | Parámetros climáticos promedio de Primo Tapia | Parámetros climáticos promedio de Primo Tapia | Parámetros climáticos promedio de Primo Tapia | Parámetros climáticos promedio de Primo Tapia |
| Mes                                           | Ene.                                          | Feb.                                          | Mar.                                          | Abr.                                          | May.                                          | Jun.                                          | Jul.                                          | Ago.                                          | Sep.                                          | Oct.                                          | Nov.                                          | Dic.                                          | Anual                                         |
| --------------------------------------------- | --------------------------------------------- | --------------------------------------------- | --------------------------------------------- | --------------------------------------------- | --------------------------------------------- | --------------------------------------------- | --------------------------------------------- | --------------------------------------------- | --------------------------------------------- | --------------------------------------------- | --------------------------------------------- | --------------------------------------------- | --------------------------------------------- |
| Lluvias (mm)                                  | 32                                            | 41                                            | 55                                            | 27                                            | 4                                             | 1                                             | 8                                             | 11                                            | 17                                            | 10                                            | 26                                            | 70                                            | 302                                           |
| Fuente:                                       |                                               |                                               |                                               |                                               |                                               |                                               |                                               |                                               |                                               |                                               |                                               |                                               |                                               |

## Demografía
La localidad de Primo Tapia cuenta con una densidad de población considerable en comparación con las áreas rurales cercanas. La cercanía a otras localidades, como Rosarito, a unos 20 km al norte, contribuye a su desarrollo urbano.